# キム・シニョン
キム・シニョン（김신영、金信英、1983年12月20日 - ）は、大韓民国大邱広域市出身のタレント。本貫は慶州金氏。

## 経歴
大学在学中、SBSが行った専属タレント公開採用オーディション第7期で合格し、大学に通いながらSBS専属のコメディアンとしてデビュー。2003年、「韓流ネタバラエティ ウッチャッサ!」や「キム・スンウの常勝長駆」などに出演した。
専属契約終了後はSBS以外の放送局にも進出、KBS「青春不敗」ではKBS芸能大賞ショー・娯楽MC部門新人賞を受賞。
また日本の友近由紀子（歌手名：水谷千恵子）のように、キャラクターを拗らせその形態で歌手活動も行っていて、その際の名義は「“2番手のおばさん”キム・ダビ」となる。
司会者としても活躍しており、2022年秋、韓国の国民的おじいちゃんだった宋海（享年95）が死去した後の「KBS全国のど自慢」MCに起用されたことで、一躍全韓国民の注目を集める存在となった。

## テレビ
- 無限ガールス (MBC 2008年2月24日 - 2009年2月21日)
- 僕の妻はスーパーウーマン (MBC2009年3月16日 - 2009年5月19日)
- 青春不敗 (KBS第2 2009年10月23日 - 2010年12月24日)
- 最高の愛〜恋はドゥグンドゥグン〜 (MBC 2011年5月4日 - 2011年6月23日)
- 青春不敗2 (KBS第2 2012年) 第19回より
- 私たち結婚しました (MBC)
- SHOW CHAMPION（MBC Music　2015年7月8日 - 2019年12月11日）
- Happy Together（KBS　2014年8月7日 - ）
- KBS全国のど自慢 (KBS 2022年10月16日 - 2024年3月24日)[2][3]

## ラジオ
- シンドン キム・シニョンの退屈打破 （MBC 2009年 - 2010年4月）
- 正午の希望曲キム・シニョンです （MBC 2012年 - ）

## 音楽
- セレブファイブ『セレブファイブ（セレブになりたい）』（2018年1月24日）[4]
- Second Aunt KimDavi、ITZY『Break Ice』 (2021年7月1日) [5]